# بن دبليو. أولكوت
بن دبليو. أولكوت (بالإنجليزية: Ben W. Olcot)‏ وهو سياسي أمريكي ينتمي إلى الحزب الجمهوري ولد بن دبليو. أولكوت في 15 تشرين الاول - أكتوبر من سنة 1872 في مقاطعة مير سير بولاية الينوي . شغل أولكوت منصب حاكم على ولاية أوريغون مابين 3 أذار من سنة 1919 إلى 8 كانون الثاني من سنة 1923 . توفي بن دبليو. أولكوت في 21 تموز - يوليو من سنة 1952 في مدينة بورتلاند بولاية أوريغون.